# Нушагак
Нушагак (англ. Nushagak River) — река на юго-западе Аляски. Берёт начало в небольшой горной цепи, течёт на юго-запад и впадает чуть восточнее Диллингхема в залив Нушагак, бухту на севере Бристольского залива. Длина реки — 451 км; площадь бассейна — 34 700 км².
Впервые название реки появляется в русском отчёте в 1809 году лейтенанта Императорского флота России Ивана Васильева. Русские исследователи в экспедиции 1824 года прошли большую часть течения реки, впоследствии были открыты реки Кускоквим, Юкон и Коюкук. В 1826 году река нанесена на карту Сарычевым под современным названием.
Обитают чавыча, кижуч, красная нерка, кета и горбуша.